# Kryspin Witold Dubiel
Kryspin Witold Dubiel (Nowa Sarzyna, 12 de novembro de 1973) é um diplomata e prelado polonês da Igreja Católica pertencente ao serviço diplomático da Santa Sé.

## Biografia
Foi ordenado sacerdote em 31 de maio de 1998, pelo arcebispo Józef Michalik e sendo incardinado na Arquidiocese de Przemyśl. Formou-se em direito canônico.
Ingressou no serviço diplomático da Santa Sé em 1 de julho de 2004 e posteriormente trabalhou nas representações papais na Ruanda, Bielorrússia, Colômbia, Filipinas, Polônia, Eslovênia e Emirados Árabes Unidos.
Além de polonês nativo, é fluente em francês, italiano, russo e espanhol.
Em 1 de julho de 2024, foi nomeado pelo Papa Francisco como núncio apostólico em Angola, recebendo a dignidade de arcebispo titular de Vannida. Em 15 de julho seguinte, foi nomeado também para a nunciatura de São Tomé e Príncipe. Recebeu a ordenação episcopal em 24 de agosto seguinte, na Basílica Zwiastowania Najświętszej Maryi Panny de Leżajsk, do Cardeal Secretário de Estado Pietro Parolin, coadjuvado por Salvatore Pennacchio, presidente da Pontifícia Academia Eclesiástica e antigo núncio apostólico na Polônia e por Adam Szal, arcebispo de Przemyśl.